# Mystus rufescens
Mystus rufescens és una espècie de peix de la família dels bàgrids i de l'ordre dels siluriformes.

## Morfologia
Els mascles poden assolir els 14,6 cm de longitud total.

## Distribució geogràfica
Es troba a les conques dels rius Irrawaddy i Salween a Myanmar.